# Alzey
Alzey – miasto powiatowe w Niemczech, w kraju związkowym Nadrenia-Palatynat, siedziba powiatu Alzey-Worms oraz gminy związkowej Alzey-Land. Alzey zaliczane jest do miast Nibelungów, ponieważ jest wymienione w Pieśni o Nibelungach.
W mieście znajdują się trzy stacje kolejowe: Alzey oraz Alzey Süd i Alzey West.

## Współpraca
Miejscowości partnerskie:
- Harpenden, Wielka Brytania
- Josselin, Francja
- Kamenz, Niemcy (Saksonia)
- Kościan, Polska
- Lembeye, Francja
- Rechnitz, Austria

## Galeria

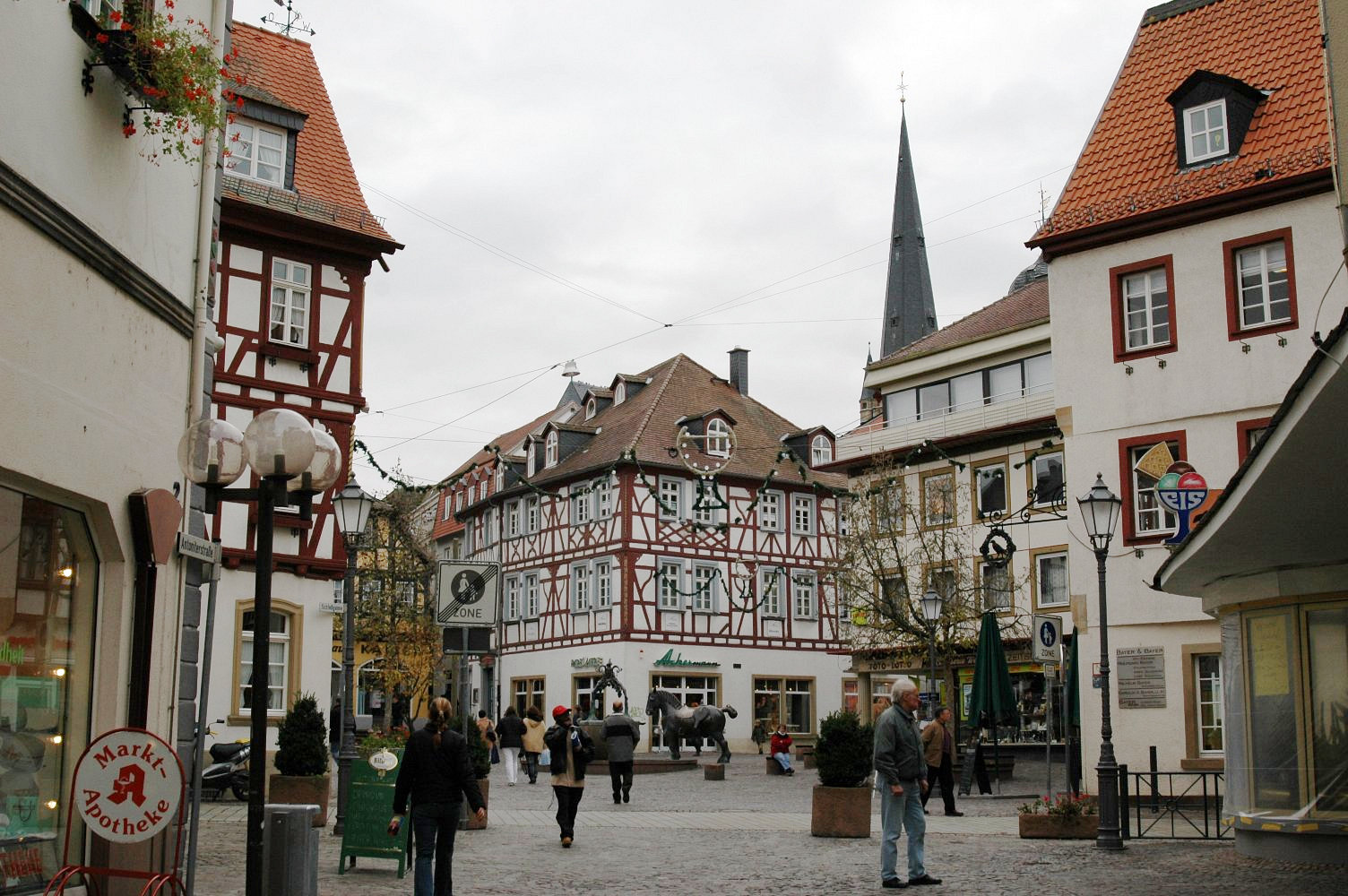
Targ konny (Rossmarkt)
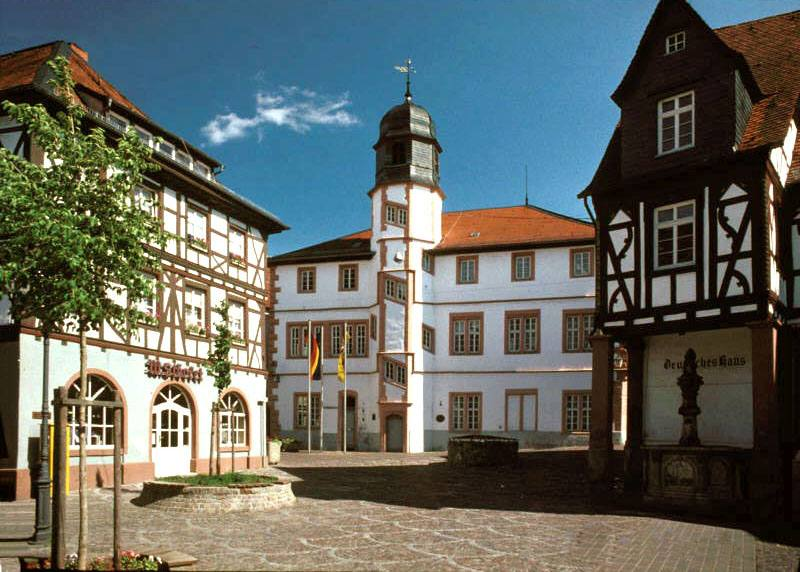
Targ rybny (Fischmarkt)
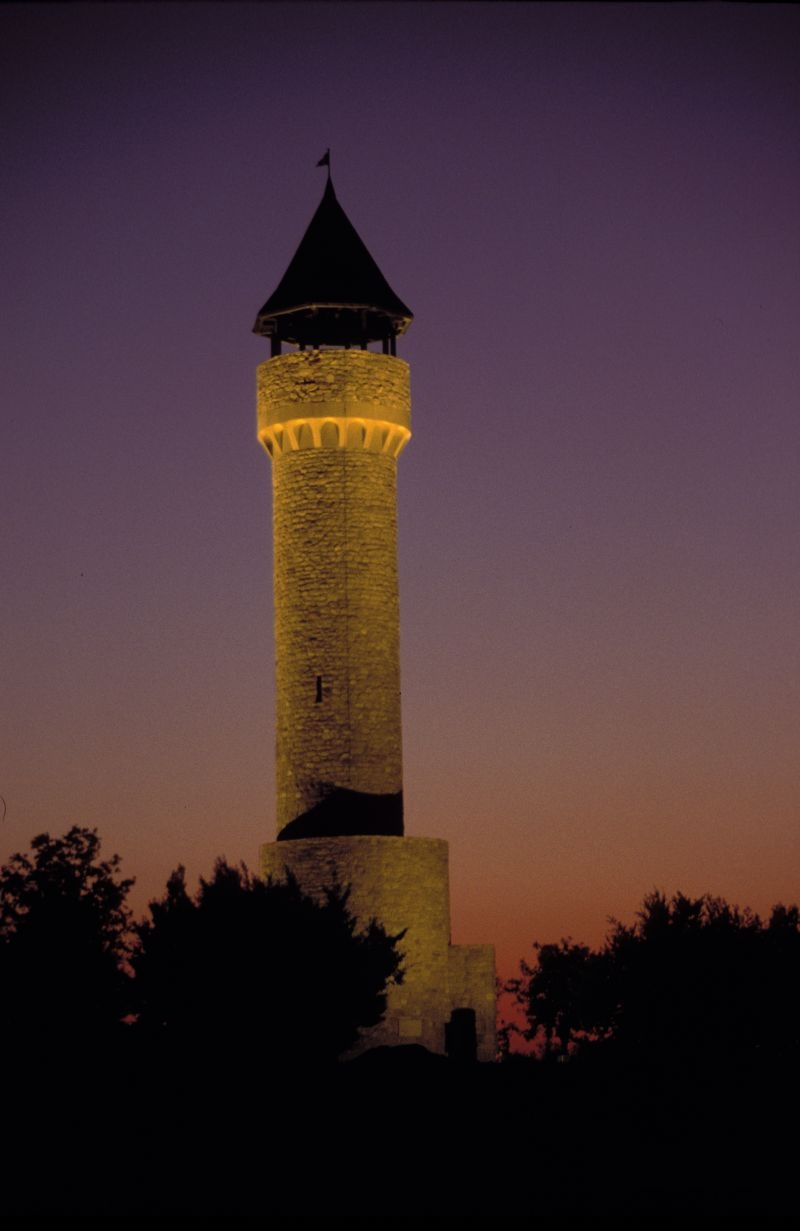
Wieża wartownicza
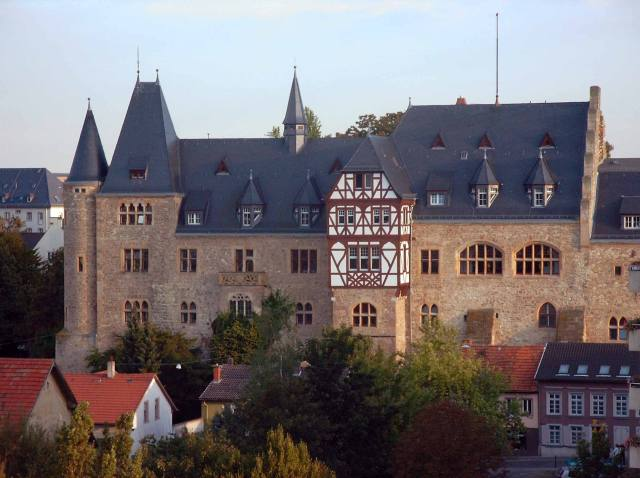
Zamek Alzey
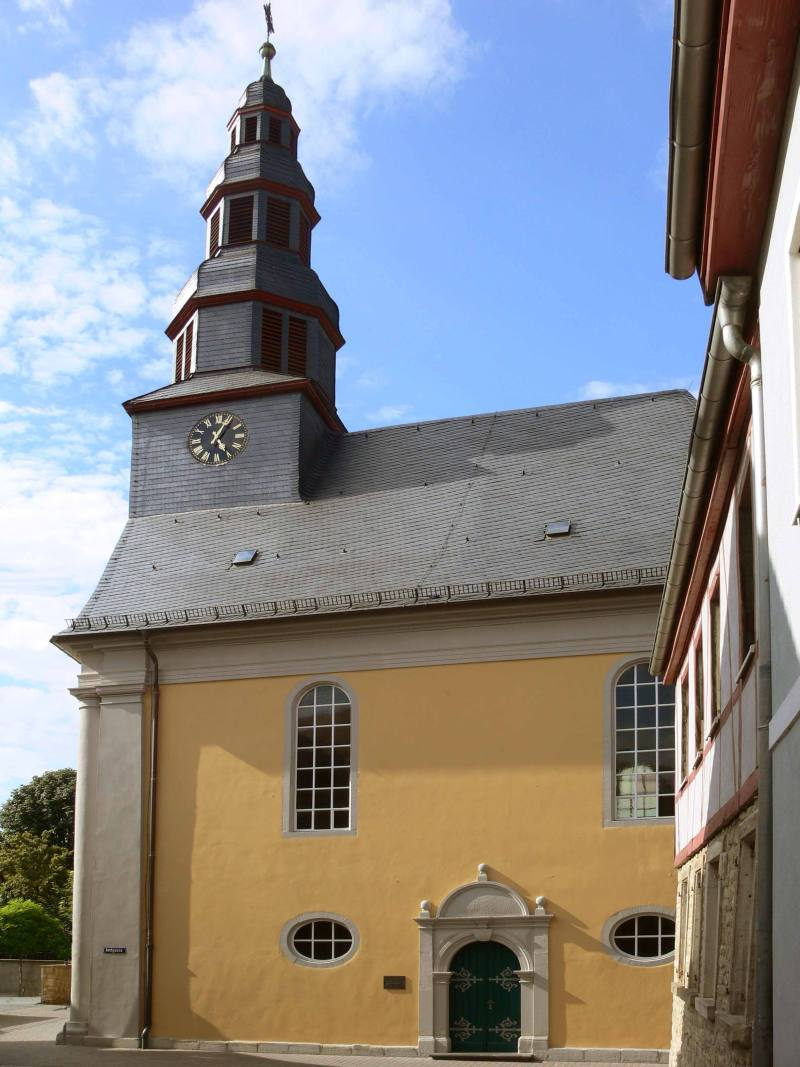
Mały kościół
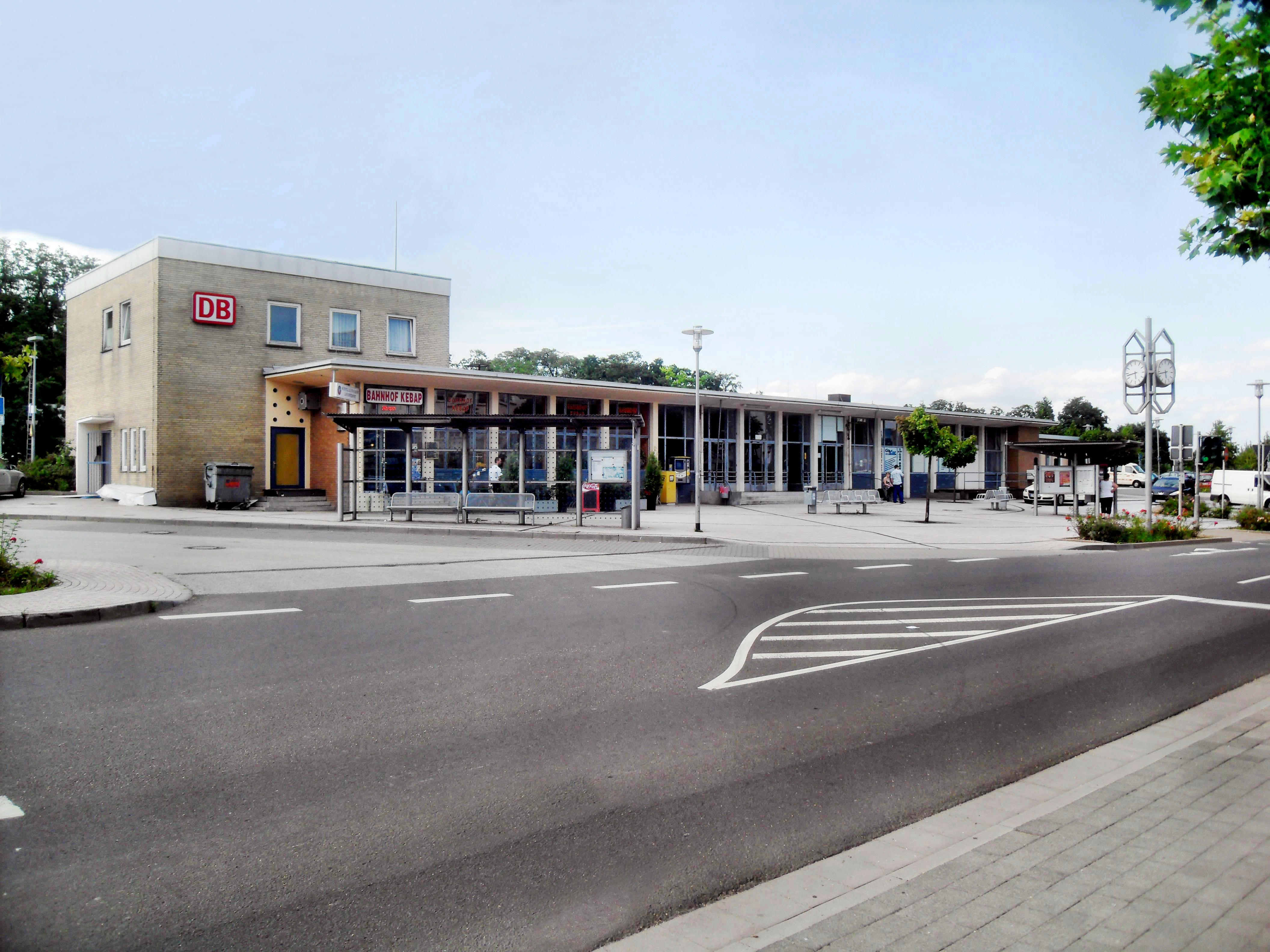
Stacja kolejowa